# Hambachbahn
| Hambachbahn                                                             | Hambachbahn          |
| ----------------------------------------------------------------------- | -------------------- |
| Blick auf die Hambachbahn mit einem vollbeladenen Kohlenzug bei Elsdorf |                      |
| Die Hambachbahn im Rheinischen Braunkohlerevier                         |                      |
| Streckenlänge:                                                          | 21 km                |
| Spurweite:                                                              | 1435 mm (Normalspur) |
| Stromsystem:                                                            | 6,6 kV 50 Hz ~       |
|                                                                         |                      |

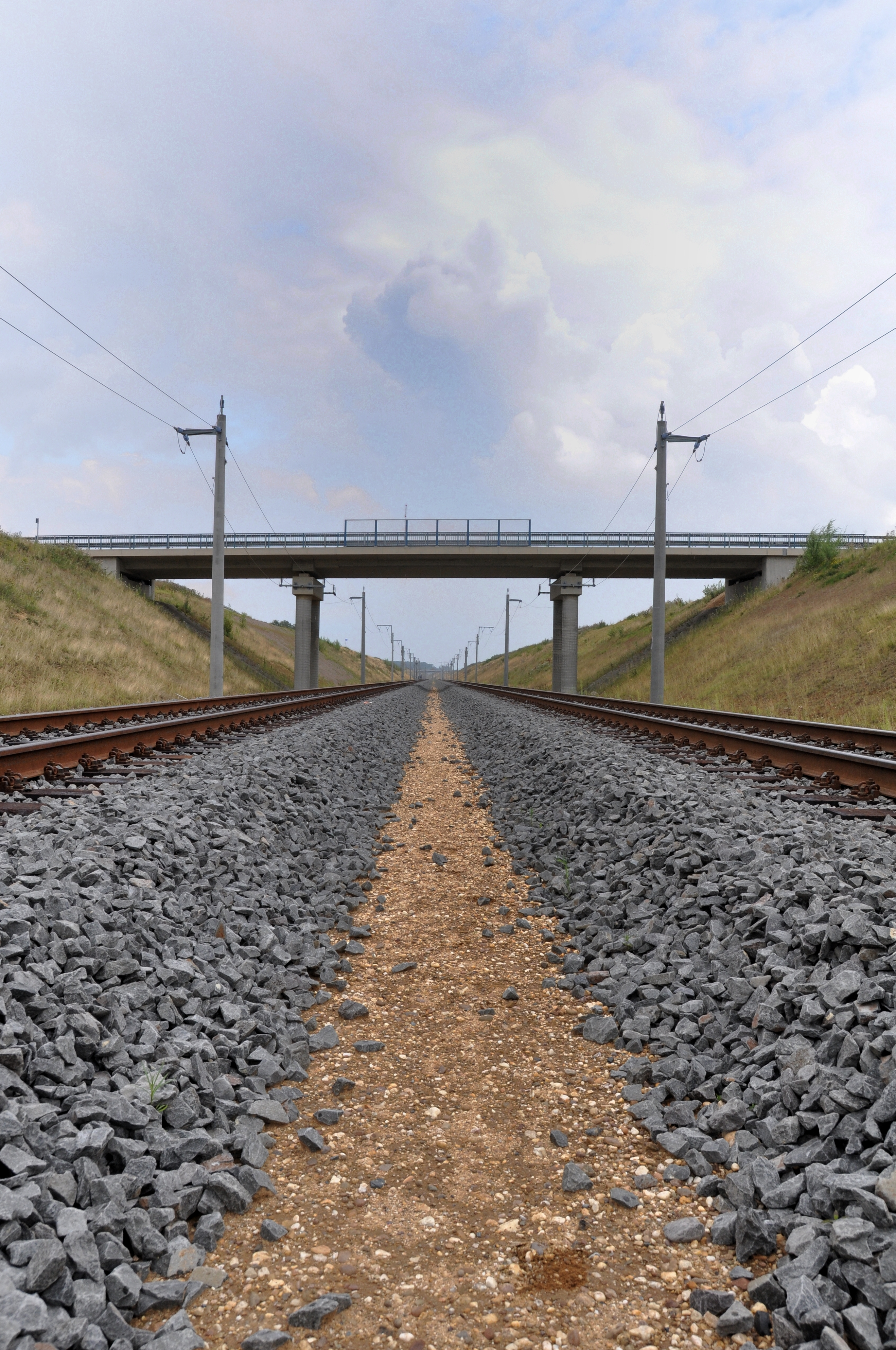
Blick auf die Neubaustrecke im August 2012 nahe Buir

Die Hambachbahn ist eine Tagebau-Werksbahn der RWE Power im Rheinischen Braunkohlerevier. Sie bindet den Tagebau Hambach an die Nord-Süd-Bahn an, über die die RWE-Kraftwerke in Niederaußem, Frimmersdorf und Neurath mit Braunkohle versorgt werden.
Die 1983 in Betrieb genommene Hambachbahn wird – wie auch die Nord-Süd-Bahn – elektrisch betrieben, jedoch als Besonderheit abweichend zum üblichen Bahnstrom mit Einphasenwechselstrom 6,6 kV und 50 Hz. Auf dieser Strecke kommen spezielle Elektroloks von RWE Power zum Einsatz: für die Kohlezüge anfangs im Wesentlichen die Baureihe EL 1, die seit 1999 immer mehr von der Baureihe EL 2000 abgelöst wird.
Die Streckenlänge beträgt zwischen dem Kohlebunker Hambach und dem Stellwerk Fn 21,00 Kilometer. Beginn der Strecke ist in Bergheim-Auenheim. Vom Zentralstellwerk Auenheim verläuft die Strecke zweigleisig neben der Bundesstraße 477 zwischen Niederaußem und der Anschlussstelle Bergheim/Elsdorf. Auch führt ein Streckenabschnitt am Tagebau Bergheim vorbei. Im weiteren Verlauf unterquert die Strecke die Bundesstraße 477 und läuft einige Kilometer neben der Bundesautobahn 4. Im Bereich des Kohlenbunkers des Tagebaus Hambach befindet sich eine Wendeschleife.
Im Rahmen der Erweiterung des Tagebaus Hambach wurde der Streckenverlauf zusammen mit der Bundesautobahn 4 um etwa drei Kilometer nach Süden verlegt und beide verlaufen seit September 2014 parallel zur Schnellfahrstrecke Köln–Aachen der Deutschen Bahn, es gibt jedoch keine direkte Verbindung zwischen den beiden Strecken. Die neue Strecke verläuft aus Landschafts- und Schallschutzgründen in einem etwa 8 bis 15 Meter tiefen Einschnitt im Gelände.
Am 30. August 2011 wurde die Hambachbahn von 10:30 Uhr bis 22:00 Uhr in der Höhe der Autobahnauffahrt Buir von rund 50 Aktivisten blockiert. Die Teilnehmer wollten mit ihrer Aktion ein Zeichen gegen die klimaschädlichen Auswirkungen der Braunkohleverstromung, die Zerstörung von Dörfern und Umwelt und die Staubbelastung der Region durch den Tagebau setzen. Die Unterbrechung der Kohletransporte hatte keine Konsequenzen für den Betrieb der Kraftwerke. Am 27. Oktober 2018 erfolgte eine erneute Blockade im Rahmen der von der Initiative Ende Gelände begleiteten Proteste.